# Isaac Henry Burkill
Isaac Henry Burkill, född den 18 maj 1870 i närheten av Leeds, död den 8 mars 1965 i Leatherhead, var en brittisk botaniker. Han var far till Humphrey Morrison Burkill.
Burkill var verksam i Indien och Straits Settlements. År 1952 tilldelades han Linnean Medal. Auktorsnamnet Burkill kan användas för Isaac Henry Burkill i samband med ett vetenskapligt namn inom botaniken; se Wikipediaartiklar som länkar till auktorsnamnet.